# Harantacris insulamagna
Harantacris insulamagna är en insektsart som beskrevs av Wintrebert 1972. Harantacris insulamagna ingår i släktet Harantacris och familjen gräshoppor. Inga underarter finns listade i Catalogue of Life.